# Ytteresse
Ytteresse (finska: Ala-Ähtävä) är en by i Pedersöre kommun i Österbotten i Finland.
Fram till slutet av 1976 var Lappfors, Överesse, Ytteresse samt bäckby en en gemensam kommun, Esse (Ähtävä). 
Den 1 januari 1977 bildade Esse tillsammans med Pedersöre och Purmo den nuvarande kommunen Pedersöre.

## Befolkning
Den 1.1.2024 var befolkningsmängden i Ytteresse 1832 personer. År 2023 ökade befolkningen med 13 personer.
De flesta från Ytteresse har svenska som modersmål, men en del är tvåspråkiga. (finska och svenska)

## Skola
Ytteresse skola har sedan år 2000 haft ett elevantal mellan 150-200.

## Service
I Ytteresse centrum finns daghem, förskola, skola, pizzeria, dansbana, rink, simstrand mm.
Vid simstranden "Nasa" finns bastu, omklädningsrum, flytbrygga och en fastbrygga med hopptorn, 3 och 5 meter. På somrarna ordnar Folkhälsan simskola vid stranden.